# Embassy Television
ELP Communications (anteriormente conocida como TAT Communications Company, Embassy Television, Embassy Telecommunications y Embassy Communications) fue una productora de televisión estadounidense que comenzó originalmente en 1974.

## Historia

### Fundación
ELP Communications se formó originalmente en 1974 como TAT Communications cuando Norman Lear se unió al exagente de talentos Jerry Perenchio, un año antes de que Bud Yorkin terminara su sociedad con Lear. "TAT" significaba la frase en yiddish "Tuchus Affen Tisch", que significaba "poner el trasero en juego".
La primera comedia de situación producida por TAT Communications fue The Jeffersons, que se separó de la comedia de situación All in the Family en 1975.

### Adquisición de Avco Embassy y cambio de nombre
El productor de televisión Norman Lear y su socio comercial Jerry Perenchio compraron Avco Embassy Pictures Corporation en enero de 1982 y decidieron eliminar el nombre "Avco" del nombre para recuperar el nombre de Embassy Pictures y TAT Communications Co. pasó a llamarse Embassy Communications, Inc.
La división de televisión pasó a llamarse Embassy Television, un nombre de división para sus programas de la antigua TAT Communications, como The Jeffersons, One Day at a Time y The Facts of Life. Embassy Television produjo más programas, como los dos primeros con el nombre: Square Pegs y Silver Spoons. El último programa tuvo cinco temporadas, mientras que el primero tuvo una, pero desarrolló seguidores de culto. ¿Quién es el jefe? se puso a prueba más tarde en 1983 hasta que salió al aire en 1984. Embassy Television también produjo la última temporada de Diff'rent Strokes de Tandem Productions, que finalmente fue operada por Embassy.
Embassy también tenía los derechos de televisión de la mayoría de la biblioteca teatral de Embassy, sindicada bajo el título general Embassy Night at the Movies. Embassy Telecommunications era el brazo de distribución de televisión de Embassy Television. Distribuyeron programas sindicados fuera de la red de Embassy Television y los de Tandem Productions y TAT Communications. PITS Films de Tandem se incorporó a Embassy Telecommunications.

### Era Coca-Cola
Lear y Perenchio vendieron Embassy Communications (incluida Tandem Productions) a The Coca-Cola Company (entonces propietarios de Columbia Pictures) por $485 millones el 18 de junio de 1985. Después de la venta, Lear, Perenchio, ni Bud Yorkin ya no estaban involucrados con Embassy o Tandem. Un mes después, en julio de 1985, CBS canceló The Jeffersons y Diff'rent Strokes ya fue cancelado por NBC. Este último fue trasladado posteriormente a ABC. Durante el otoño, una nueva comedia de situación llamada 227 debutó en NBC.
Un año después, Embassy Communications se convirtió en el único estandarte de televisión cuando las divisiones de televisión de Embassy (Embassy Television, Embassy Telecommunications y Tandem Productions) se consolidaron en el holding. El 23 de julio de 1986, se asoció con el distribuidor de películas De Laurentiis Entertainment Group, mientras que Embassy distribuiría los títulos de películas de DEG como Tai-Pan y Manhunter para la sindicación de televisión nacional bajo el paraguas de Embassy Night at the Movies. El 30 de julio de 1986, cuando ABC canceló Diff'rent Strokes, la marca Tandem Productions quedó inactiva pero pasó a llamarse activa como una división de solo nombre. El 24 de noviembre de 1986, Coca-Cola fusionó las operaciones de televisión de Embassy, incluidos los paquetes de películas (Embassy Night at the Movies, Embassy II y Embassy III) con Columbia Pictures Television, la compañía combinada se convirtió en Columbia/Embassy Television, aunque Columbia y Embassy continuaron produciendo y distribuyendo programas bajo sus nombres separados. Durante esa formación, Coca-Cola sacó a Columbia y Embassy del negocio de sindicación de primera ejecución y los centró en la programación de sindicación de red y fuera de la red de primera ejecución. Esta fue también la formación de Coca-Cola Television cuando Coca-Cola reagrupó a Columbia Pictures Television, Embassy Communications y Merv Griffin Enterprises. Married... with Children fue la siguiente y última comedia de situación exitosa de Embassy Communications, que debutó como parte de la primera programación en horario estelar de la incipiente Fox Broadcasting Company en 1987.
También en 1987, Columbia/Embassy Television está reorganizando sus participaciones, al permitir que Glenn Patrick, que estaba en el estudio, se fuera, y Barbara Corday fue contratada para dirigir el estudio reorganizado, y citó que se usaría el nombre de la Embajada. en programas de comedia, mientras que el nombre de Columbia se usó para material más dramático.

### Eras de Columbia Pictures Entertainment y Sony Pictures Entertainment
El 21 de diciembre de 1987, Coca-Cola vendió sus negocios de entretenimiento de Columbia Pictures a TriStar Pictures, Inc. y renombró el holding de Tri-Star como "Columbia Pictures Entertainment" por $3.1 mil millones. Columbia/Embassy Television luego se fusionó con TriStar Television para formar una nueva versión de Columbia Pictures Television. Embassy Communications luego se convirtió en ELP (Embassy Lear Pictures) Communications. Los programas de Embassy aún en ejecución y más nuevos comenzarían a usar el logotipo de Columbia Pictures Television en enero de 1988, pero usarían los derechos de autor de ELP en los créditos en febrero de 1988. Embassy Night at the Movies pasó a llamarse Columbia Night at the Movies. El 8 de noviembre de 1989, Columbia Pictures Entertainment se vendió a Sony y pasó a llamarse Sony Pictures Entertainment el 7 de agosto de 1991.
El último programa de larga duración producido por Embassy Television, como ELP Communications, fue Beakman's World en 1992. En febrero de 1994, SPE fusionó Columbia Pictures Television y la recién relanzada TriStar Television para convertirse en Columbia TriStar Television. Todas las series de CPT, TriStar, ELP y Merv Griffin se incluyeron bajo el estandarte (aunque la mayoría de los programas no comenzarían a usar el logotipo de CTT hasta alrededor de 1997). Beakman's World se canceló en 1998 y ELP Communications se convirtió en una unidad de nombre exclusivo de Columbia TriStar Television.
Hoy en día, los derechos de distribución televisiva tanto de la televisión de Embassy como de las bibliotecas teatrales ahora son propiedad de Sony Pictures Television. Además, todos los programas de TAT Communications Company a ELP Communications tienen derechos de autor de ELP Communications.

## Ejecutivos de Embassy Television
- Alan Horn (1981-1985) Presidente y Director Ejecutivo[13][14]
- Al Burton (1982–1983) supervisor de producción
- Glenn Padnick (1983–1986) supervisor de producción
- Frances McConnell (1986–1989) supervisora de producción
- Ken Stump (1983–1988) ex productor asociado de Tandem Productions y TAT Communications de 1978 a 1980. A cargo de la producción de 1983 a 1988 (Tandem Productions/Embassy Television-ELP Communications) (fallecido en 1990)
- Barry Thurston (1983-2000) presidente de Embassy Telecommunications (1983-1986), Columbia/Embassy Television (1986-1988), Columbia Pictures Television Distribution (1988-1994) y Columbia TriStar Television Distribution (1994-2000)[15]
- Ed Lammi (1988–1998) para ELP Communications (ahora vicepresidente ejecutivo de producción de SPT)

## Estudios y series de ELP Communications
- The Jeffersons en CBS Television City (1975), Metromedia Square (1975–1982) y Universal Studios pot Compact Video (1982–1985)
- Hot l Baltimore en ABC Television Center (1975)
- One Day at a Time como CBS Television City (1975), Metromedia Square (1975–1982) y Universal Studios por Compact Video (1982–1984)
- The Dumplings en The Burbank Studios (1976)
- All's Fair en Metromedia Square (1976–1977)
- Mary Hartman, Mary Hartman en Metromedia Square (1976–1977)
- Fernwood 2 Night en Metromedia Square (1977)
- America 2-Night en  Metromedia Square (1978)
- Hello, Larry en  Metromedia Square (1979–1980)
- McGurk: A Dog's Life (Piloto) (1979)
- The Baxters en  Metromedia Square (1979–1981)
- The Facts of Life en Metromedia Square (1979–1982), Universal Studios por Compact Video (1982–1985) y Sunset Gower Studios (1985–1988)
- Palmerstown, U.S.A. en Metromedia Square (1980–1981)
- Silver Spoons en Metromedia Square para piloto (1982), Universal Studios por Compact Video (1982–1985) y Sunset Gower Studios (1985–1987)
- Square Pegs en location (1982–1983)
- Who's the Boss? en Universal Studios por Compact Video (1983–1985) y ABC Television Center (1985–1992)
- a.k.a. Pablo at Universal Studios by Compact Video (1984)
- Double Trouble at Universal Studios por Compact Video temporada 1, C.C.R. Video Corporation, Sun Television, Compact Video Season 2 (1984–1985)
- E/R en Universal Studios por Compact Video for Pilot, by One Pass Film and Video (1984–1985) por Sun Television (1985) Quality Video (1985)
- Diff'rent Strokes en ABC Television Center (1985-1986, temporada final)
- The Charmings en  ABC Television Center (1987–1988)
- Married... with Children en ABC Television Center (1987–1988), Sunset Gower Studios (1988–1994) y Sony Pictures Studios (1994–1997)
- Everything's Relative en Unitel Video Inc. New York (1987)
- Free Spirit en ABC Television Center (1989–1990)
- Phenom en ABC Television Center (1993–1994)

## Películas
- Blue Collar (1978, como T.A.T. Communications Company y distribuido por Universal Pictures)